# Ниобат неодима
Ниобат неодима — неорганическое соединение,
соль неодима и  ниобиевой кислоты
с формулой NdNbO4,
кристаллы,
не растворяется в воде.

## Получение
- Сплавление стехиометрических количеств оксидов неодима и ниобия:

{\displaystyle {\mathsf {Nd_{2}O_{3}+Nb_{2}O_{5}\ {\xrightarrow {1100-1400^{o}C}}\ 2NdNbO_{4}}}}

## Физические свойства
Ниобат неодима образует кристаллы.
Не растворяется в воде.